# Hygropoda argentata
Hygropoda argentata är en spindelart som beskrevs av Zhang, Zhu och Song 2004. Hygropoda argentata ingår i släktet Hygropoda och familjen vårdnätsspindlar. Inga underarter finns listade i Catalogue of Life.